# Nitroplasto
Il nitroplasto è un organulo presente in alcune specie di alghe, particolarmente nell'alga marina Braarudosphaera bigelowii. Questo organulo è cruciale nel processo di fissazione dell'azoto, il quale era precedentemente ritenuto esclusivo di batteri e archei. Questa scoperta ha significative implicazioni per quanto riguarda gli ambiti della biologia cellulare e delle scienze agrarie.

## Scoperta
Nel 1998, l'ecologo oceanico Jonathan Zehr, dell'Università della California di Santa Cruz, trovò, nell'Oceano Pacifico, una sequenza di DNA che pareva appartenere ad un cianobatterio azotofissatore non identificato, che chiamarono UCYN-A (Gruppo Unicellulare Cianobatterico A). Allo stesso tempo, Kyoko Hagino, paleontologa dell'Università di Kochi, stava coltivando l'organismo ospite, B. bigelowii.
L'esistenza dei nitroplasti è stata proposta per la prima volta nel 2012 dai ricercatori che stavano studiando l'interazione tra Braarudosphaera bigelowii e UCYN-A. Era inizialmente ipotizzato che UCYN-A fornisse composti utili al processo di azotofissazione come l'ammoniaca all'alga in una relazione simbiotica. Tuttavia, studi successivi condotti da Jonathan Zehr hanno mostrato che UCYN-A era, in realtà, un organulo.

## Struttura e funzione
I nitroplasti mostrano caratteristiche tipiche degli organuli, in quanto soddisfano due criteri chiave: vengono ereditati durante la divisione cellulare e fanno affidamento sulle proteine fornite dalla cellula ospite. Studi di imaging hanno mostrato come i nitroplasti si dividessero durante la divisione cellulare per garantire la loro presenza nelle cellule figlie.

## Implicazioni
La scoperta dei nitroplasti mette in discussione la precedente idea che la fissazione dell'azoto fosse un'esclusiva dei procarioti. La comprensione della struttura e della funzione dei nitroplasti apre possibilità nel campo della ingegneria genetica nelle piante. I ricercatori puntano alla creazione di piante capaci di fissare autonomamente l'azoto tramite l'introduzione dei geni responsabili del funzionamento dei nitroplasti, ciò potrebbe ridurre la necessità di fertilizzanti a base di azoto, la cui produzione causa gravi danni a livello ambientale.